# Болаттау
Болаттау — гора на юге Казахского мелкосопочника. Находится на территории Жанааркинского района Карагандинской области. Абсолютная высота 767 м. Вытянута с северо-востока на юго-запад на 30 км, ширина 10 км. Сложена интрузивными гранитоидами девонского периода и эпювиально-делювиальными отложениями.
Этимология названия: Болат-тау, «гора Болата».
В средние века здесь пересекались Ханская дорога (Ханжол), идущая от среднего течения реки Чу к верховьям реки Сарысу, Каркаралинская дорога, идущая от Бесбакыра к верховьям рек Жамчи и Токраун, и караванный путь от древнего Таласа. Эти места были богаты грунтовыми водами и подножным кормом. У северо-западного подножия горы расположен источник Каска-булак.